# Співає Раїса Кириченко
«Співає Раїса Кириченко» (ориг. рос. «Поет народная артистка УССР Раиса Кириченко») — музичний фільм Раїси Кириченко.
Дата зйомки — середина 1980-х років. Титри і закадровий голос у фільмі російською.
Тривалість — 29 хвилин. Фільм складається з записів виконання кількох пісень.